# Omen
Omen je preroško znamenje. Interpretacija teh znamenj je stvar prerokovanja in napovedovanja usode.